# Échandelys
Échandelys est une commune française, située dans le département du Puy-de-Dôme en région Auvergne-Rhône-Alpes.
La commune fait partie de la communauté de communes Ambert Livradois Forez.

## Géographie

### Lieux-dits et écarts
Le Bernat, les Bordes, le Bourg, le Buisson, Chabreyras, Cher, la Cibeaudie, le Cluel, Coudeyras, Coupat, les Deux Frères, Faux Plantat, la Faye (à cheval sur la commune de Saint-Éloy-la-Glacière), Fiosson, la Foresterie, Labat, Lossedat, Lospeux, la Maillerie, le Mas, le Moulin de Géry, le Moulin Neuf, Pacher du Bois, Parel, Sagnerade, les Verts. Langlade, Bellevue, La Modière, Les Enclos
| Brousse                 | Auzelles       | Saint-Éloy-la-Glacière |
| Condat-lès-Montboissier | Échandelys     |                        |
| Saint-Genès-la-Tourette | Aix-la-Fayette | Fournols               |

### Climat
Pour des articles plus généraux, voir Climat d'Auvergne-Rhône-Alpes et Climat du Puy-de-Dôme.
En 2010, le climat de la commune est de type climat des marges montagnardes, selon une étude du Centre national de la recherche scientifique s'appuyant sur une série de données couvrant la période 1971-2000. En 2020, Météo-France publie une typologie des climats de la France métropolitaine dans laquelle la commune est exposée à un climat de montagne ou de marges de montagne et est dans la région climatique  Nord-est du Massif Central, caractérisée par une pluviométrie annuelle de 800 à 1 200 mm, bien répartie dans l’année. 
Pour la période 1971-2000, la température annuelle moyenne est de 8,5 °C, avec une amplitude thermique annuelle de 15,7 °C. Le cumul annuel moyen de précipitations est de 950 mm, avec 10,3 jours de précipitations en janvier et 8,3 jours en juillet. Pour la période 1991-2020, la température moyenne annuelle observée sur la station météorologique de Météo-France la plus proche, « Saint-Germain-L Herm », sur la commune de Saint-Germain-l'Herm à 9 km à vol d'oiseau, est de 8,0 °C et le cumul annuel moyen de précipitations est de 1 067,3 mm,. Pour l'avenir, les paramètres climatiques de la commune estimés pour 2050 selon différents scénarios d'émission de gaz à effet de serre sont consultables sur un site dédié publié par Météo-France en novembre 2022.

## Urbanisme

### Typologie
Au 1er janvier 2024, Échandelys est catégorisée commune rurale à habitat très dispersé, selon la nouvelle grille communale de densité à sept niveaux définie par l'Insee en 2022.
Elle est située hors unité urbaine et hors attraction des villes,.

### Occupation des sols
L'occupation des sols de la commune, telle qu'elle ressort de la base de données européenne d’occupation biophysique des sols Corine Land Cover (CLC), est marquée par l'importance des forêts et milieux semi-naturels (69,5 % en 2018), une proportion sensiblement équivalente à celle de 1990 (69,6 %). La répartition détaillée en 2018 est la suivante : forêts (69 %), prairies (26,8 %), zones agricoles hétérogènes (3,7 %), milieux à végétation arbustive et/ou herbacée (0,5 %). L'évolution de l’occupation des sols de la commune et de ses infrastructures peut être observée sur les différentes représentations cartographiques du territoire : la carte de Cassini (XVIIIe siècle), la carte d'état-major (1820-1866) et les cartes ou photos aériennes de l'IGN pour la période actuelle (1950 à aujourd'hui).

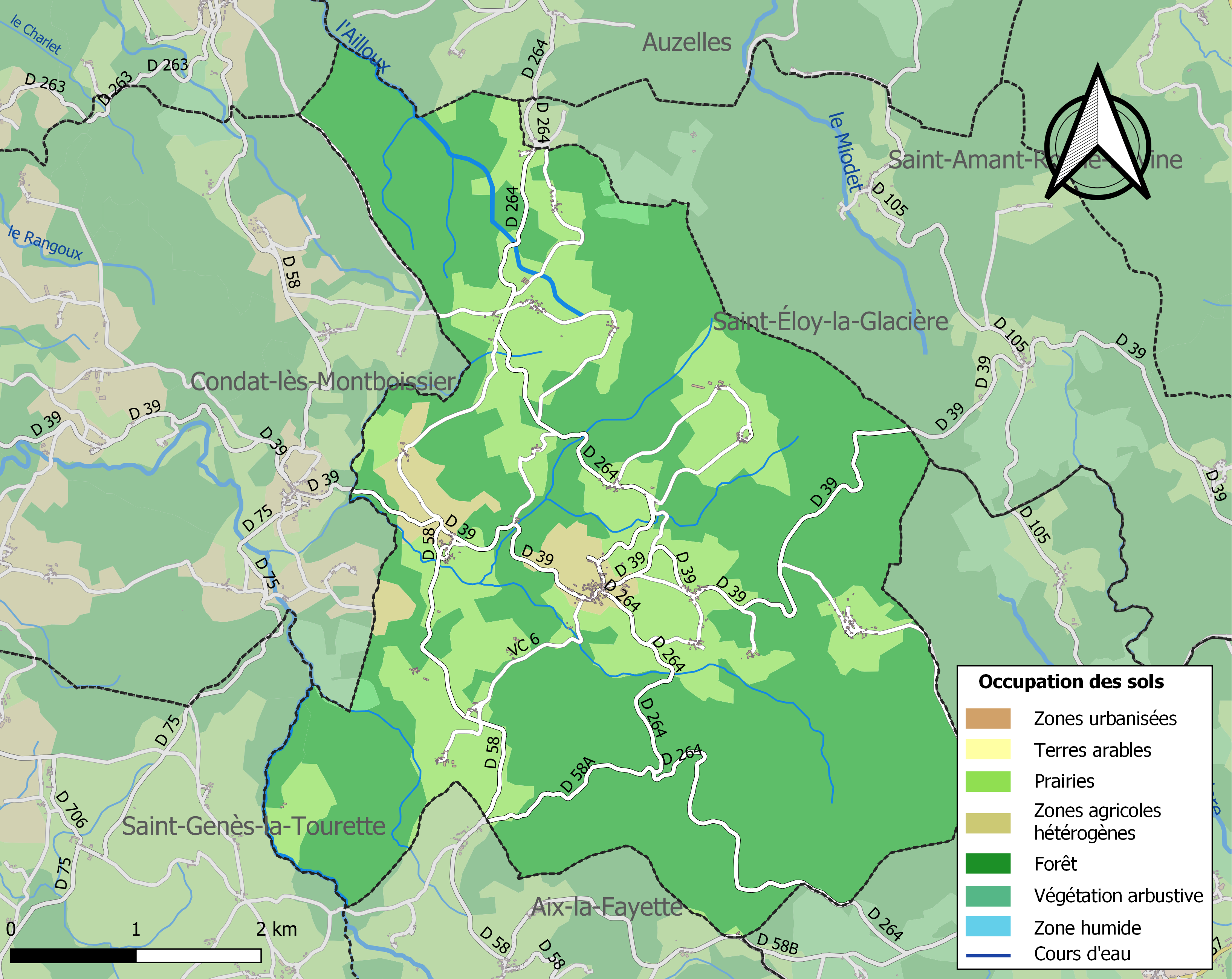
Carte des infrastructures et de l'occupation des sols de la commune en 2018 (CLC).

## Toponymie
Eschandalis en auvergnat.

## Politique et administration
| Période                                  | Période                    | Identité            | Étiquette | Qualité                                     |
| ---------------------------------------- | -------------------------- | ------------------- | --------- | ------------------------------------------- |
| Les données manquantes sont à compléter. |                            |                     |           |                                             |
| 1958                                     | ?                          | André Noël          | ex-MRP    | Ancien résistant, ancien député (1946-1951) |
|                                          |                            |                     |           |                                             |
| 2001                                     | 2008                       | Raymond Heux        |           |                                             |
| 2008                                     | 2014                       |                     |           |                                             |
| mars 2014                                | 23 mai 2020                | Mme Michelle Dutour |           |                                             |
| 23 mai 2020                              | En cours (au 13 août 2020) | Christian Heux      |           | Retraité                                    |

## Population et société

### Démographie
L'évolution du nombre d'habitants est connue à travers les recensements de la population effectués dans la commune depuis 1793. Pour les communes de moins de 10 000 habitants, une enquête de recensement portant sur toute la population est réalisée tous les cinq ans, les populations de référence des années intermédiaires étant quant à elles estimées par interpolation ou extrapolation. Pour la commune, le premier recensement exhaustif entrant dans le cadre du nouveau dispositif a été réalisé en 2004.

En 2022, la commune comptait 249 habitants, en évolution de −4,23 % par rapport à 2016 (Puy-de-Dôme : +2,1 %, France hors Mayotte : +2,11 %).
| 1793  | 1800  | 1806  | 1821  | 1831  | 1836  | 1841  | 1846  | 1851  |
| ----- | ----- | ----- | ----- | ----- | ----- | ----- | ----- | ----- |
| 1 313 | 1 118 | 1 442 | 1 423 | 1 564 | 1 546 | 1 509 | 1 484 | 1 442 |

| 1856  | 1861  | 1866  | 1872  | 1876  | 1881  | 1886  | 1891  | 1896  |
| ----- | ----- | ----- | ----- | ----- | ----- | ----- | ----- | ----- |
| 1 354 | 1 308 | 1 280 | 1 196 | 1 142 | 1 143 | 1 137 | 1 043 | 1 115 |

| 1901  | 1906 | 1911 | 1921 | 1926 | 1931 | 1936 | 1946 | 1954 |
| ----- | ---- | ---- | ---- | ---- | ---- | ---- | ---- | ---- |
| 1 051 | 950  | 903  | 818  | 733  | 684  | 637  | 521  | 517  |

| 1962 | 1968 | 1975 | 1982 | 1990 | 1999 | 2004 | 2006 | 2009 |
| ---- | ---- | ---- | ---- | ---- | ---- | ---- | ---- | ---- |
| 416  | 366  | 290  | 280  | 242  | 242  | 236  | 234  | 232  |

| 2014 | 2019 | 2022 | - | - | - | - | - | - |
| ---- | ---- | ---- | - | - | - | - | - | - |
| 251  | 252  | 249  | - | - | - | - | - | - |

## Culture locale et patrimoine

### Lieux et monuments

#### Patrimoine religieux
- Église de l'Assomption

#### Patrimoine civil
- Château d'Échandelys

### Patrimoine naturel
La commune d'Échandelys est adhérente du parc naturel régional Livradois-Forez.

### Personnalités liées à la commune
- Claude-Étienne-Annet des Roys, baron des Enclaux, (1754-1823), militaire et homme politique, député de la noblesse du Limousin aux États généraux.

### Héraldique
| Blason de Échandelys | Blason  | Parti : au 1er d'azur semé de fleurs de lys d'or, à un sapin au naturel brochant, au 2d coupé, au I de gueules à un buste de la Vierge d'or, au II, d'or à un crosseron d'azur ; au chef d'or chargé de trois étoiles de gueules. |
| Blason de Échandelys | Détails | Le champ de lys rappelle le nom de la commune et le sapin symbolise la forêt domaniale de Bois-Grand. La Vierge est la sainte patronne de la paroisse, sous le nom de Notre-Dame-de-La-Chaise et la volute de crosse rappelle l'appartenance de la paroisse à La Chaise-Dieu. Enfin, les étoiles sont reprises des armes de la famille des Roys d'Échandelys (olim d'Eschandelys). Adopté en 2015. |